# Rhodostrophia anjumana
Rhodostrophia anjumana là một loài bướm đêm trong họ Geometridae.